# ISO 3166-2:SN
ISO 3166-2:SN è uno standard ISO che definisce i codici geografici delle suddivisioni del Senegal; è un sottogruppo dello standard ISO 3166-2.
I codici, assegnati alle 14 regioni del paese, sono formati da SN- (sigla ISO 3166-1 alpha-2 dello Stato), seguito da due lettere.

## Codici
| Codice | Regione     |
| ------ | ----------- |
| SN-DK  | Dakar       |
| SN-DB  | Diourbel    |
| SN-FK  | Fatick      |
| SN-KA  | Kaffrine    |
| SN-KL  | Kaolack     |
| SN-KE  | Kédougou    |
| SN-KD  | Kolda       |
| SN-LG  | Louga       |
| SN-MT  | Matam       |
| SN-SL  | Saint-Louis |
| SN-SE  | Sédhiou     |
| SN-TC  | Tambacounda |
| SN-TH  | Thiès       |
| SN-ZG  | Ziguinchor  |